# 勧善懲悪省
勧善懲悪省（かんぜんちょうあくしょう、アラビア語:مطوعين、英語: Ministry for the Propagation of Virtue and the Prevention of Vice）は、アフガニスタンに存在する行政機関。イスラム教における倫理概念である「勧善懲悪」（逐語的には「徳の奨励と悪徳の禁止」）の実施を行う宗教警察（ムタワ）で、第一次ターリバーン政権下において厳しい統制を行ったことで知られる。正式名称は「徳の奨励と悪徳の禁止の省」（アラビア語:هيئه الأمر بالمعروف و النهي عن المنكر）。

## 歴史
1992年にブルハーヌッディーン・ラッバーニー政権によって設置された。サウジアラビアの同様の組織（勧善懲悪委員会）に倣ってつくられたものである。
1996年にカーブルを制圧したターリバーンの下でその活動は過激なものとなった。ターリバーン政権下ではイスラムに反する物に対する厳しい弾圧を行い、バーミヤーンの仏像破壊などにも係わっている。アフガニスタン国内の倫理と思想統制に大きな力を発揮したが、2001年のアメリカ合衆国と有志連合諸国および北部同盟による攻撃によりターリバーン政権が崩壊すると、同省も消滅した。
2021年ターリバーン攻勢によって再び政権を掌握したターリバーンは2021年9月7日、政府機関の一つとして勧善懲悪省の復活を宣言。前政権が設置していた女性問題省の庁舎を閉鎖して置き換えた。
2021年11月21日、勧善懲悪省は映画を含むテレビ番組の放送に関する指針を出した。指針には女優が出演するドラマの放送禁止、ニュース番組などに女性が出演する際はヒジャブを着用することも求めるなどの内容が盛り込まれた。

## 巡礼・宗教問題省
2003年、アフガニスタンの最高裁判所長官は同省を巡礼・宗教問題省（Ministry for Haj and Religious Affairs）の名で復活させた。しかしその活動は、ターリバーン政権時代よりも穏健なものである。